# Universidad de África Oriental
La Universidad de África Oriental (inglés, University of East Africa) fue una filial de la Universidad de Londres en Kenia, Tanzania, y Uganda de 1963 a 1970, cuando se dividió en: 
- Universidad de Nairobi (Kenia)
- Universidad Makerere (Uganda)
- Universidad de Dar es-Salam (Tanzania)

- Datos: Q557172